# سیپرونیشیدائه
سیپرونیشیدائه (نام علمی: Cyproniscidae) خانواده‌ای از جورپایان دریایی هستند. شرح اصلی این سخت‌پوستان توسط ژیراد و بونیر (به انگلیسی: Giard & Bonnier) در سال ۱۸۸۷ صورت پذیرفت. اعضای این خانواده خود انگل دیگر جورپایان هستند.

## رده‌بندی
این خانواده شامل ۸ گونه از ۲ سرده می‌باشد که عبارتند از:
- Cyproniscus Kossmann, 1884
  - Cyproniscus crossophori Stebbing, 1901
  - Cyproniscus cypridinae G.O. Sars, 1883
  - Cyproniscus decemspinosus Menzies & George, 1972
  - Cyproniscus octospinosus Menzies & George, 1972
  - Cyproniscus peruvicus Menzies & George, 1972
- Onisocryptus Schultz, 1977
  - Onisocryptus kurilensis Rybakov, 1998
  - Onisocryptus ovalis Shiino, 1942
  - Onisocryptus sagittus Schultz, 1977